# علي محمد طاهر
محمد علي طاهر باراسونغ (بالإنجليزية :Muhammad Ali Taher Parasong) (9 فبراير 1961 - 3 يناير 2021) سياسي إندونيسي من حزب الأمانة الوطنية وكان عضوًا في مجلس نواب الشعب من دائرة بانتن الثالثة الانتخابية من الانتخابات التشريعية الإندونيسية 2014 حتى وفاته بسبب كوفيد-19.

## النشأة والتعليم
ولد طاهر في 9 فبراير 1961 في لاماكيرا، وهي قرية صيد مسلمة صغيرة تقع في مقاطعة شرق نوسا تنجارا ذات الأغلبية المسيحية.
في السبعينيات، قرر طاهر الهجرة إلى جاكرتا. ومع قلة الإمدادات، غادر طاهر بقارب شحن حتى وصل إلى سورابايا. ثم غادر طاهر من سورابايا إلى جاكرتا، حيث مكث في منزل يملكه أقاربه. ثم التحق طاهر بمدرسة ابتدائية مسائية في سليبي، وتخرج منها عام 1974.
بعد الانتهاء من تعليمه الابتدائي، تابع طاهر تعليمه في المدرسة الإعدادية في مدرسة المحمدية الإعدادية في سليبي، حيث تخرج في عام 1977، وفي المدرسة الثانوية الحكومية رقم 16 في غرب جاكرتا، حيث تخرج في عام 1981.
من المدرسة الثانوية دخل طاهر الجامعة المحمدية. درس في الجامعة لمدة ست سنوات حتى تخرج بدرجة في القانون (إس إتش).
في عام 2002 حصل طاهر على درجة الماجستير في العلوم الإنسانية بعد تخرجه من جامعة تارومانيجارا. بعد عشر سنوات، في عام 2012، حصل طاهر على درجة الدكتوراه من جامعة بادجادجاران.

## حياته المهنية
بعد تخرجه من الجامعة المحمدية، بدأ طاهر التدريس في الجامعة محاضرًا. بالإضافة إلى الجامعة المحمدية، درس طاهر أيضًا في عدة جامعات أخرى، أبرزها معهد المحمدية الاقتصادي في تانجيرانج منذ عام 1993 ومعهد الصحة ياتسي في تانجيرانج منذ عام 2006.
بصرف النظر عن حياته الأكاديمية، عمل طاهر أيضًا في الإدارة الصحية، حيث أصبح نائب المدير العام لمستشفى جاكرتا الإسلامي من عام 1991 حتى عام 2001. كما امتلك شركة روسلام سيمباكا بوتيه جايا و كاتور دارما أوتاما.

## حياته السياسية
شغل طاهر أول منصب سياسي له عندما انتخب عام 1997 كعضو في مجلس نواب الشعب عن الدائرة الانتخابية في نوسا تينجارا الشرقية. أنهى ولايته في 1999.
بعد رفع القيود المفروضة على الحزب السياسي في عام 1998، انضم طاهر إلى حزب الانتداب الوطني . شغل منصب نائب الأمين العام للحزب من 2005 حتى 2010، كرئيس للحزب من 2010 حتى 2020، وكعضو في الهيئة الاستشارية للحزب من 2020 حتى وفاته. بسبب انتمائه السياسي، تم تعيين طاهر كموظف خبير لدى وزير الغابات ذو الكفل حسن، الذي كان أيضًا عضوًا في حزب الانتداب الوطني.
في عامي 2004 و 2009، ترشح طاهر من مجلس نواب الشعب عن بانتن 2 (2004) وبانتن 3 (2009) دائرة انتخابية. حصل طاهر على 10466 و 11394 صوتًا على التوالي. ولم يفز بأي مقعد في كلا الانتخابين.
في الانتخابات التشريعية الإندونيسية لعام 2014، خاض طاهر مرة أخرى كمرشح لمجلس ممثل الشعب عن دائرة بانتن الثالثة الانتخابية. حصل طاهر على 62479 صوتًا في الانتخابات، وأصبح عضوًا في مجلس نواب الشعب من 2014 حتى 2019. أعيد انتخابه في الانتخابات العامة الإندونيسية 2019 بـ 71495 صوتًا.
وخلال فترتيه، تم تكليف طاهر باللجنة الثامنة لمجلس نواب الشعب، التي تعنى بالدين والشؤون الاجتماعية وتمكين المرأة. أصبح طاهر رئيسًا للجنة منذ 26 مايو 2016، خلفًا لصالح بارتونان دولاي.

## وفاته
في 27 ديسمبر 2020، تم تشخيص إصابة طاهر بـ كوفيد-19 خلال وباء كوفيد في إندونيسيا. اختار أن يتلقى العلاج في مستشفى جاكرتا الإسلامي، معتبرًا أن معظم مرضى كوفيد-19الذين تم إحضارهم إلى ذلك المستشفى قد تعافوا. بعد زيادة تشبعه بالأكسجين لفترة وجيزة في 2 يناير ، تدهورت صحة طاهر حتى وفاته الساعة 14.00 يوم 3 يناير 2021.